# Dick McCabe
Pas d'image ? Cliquez ici
Dick McCabe est un pilote automobile de stock-car né le 6 octobre 1947 à Kennebunkport, Maine, aux États-Unis.

## Biographie
Il a construit sa première voiture de courses à l’âge de 14 ans et a fait ses débuts en piste à Dover au New Hampshire.
En 1976, il se joint aux courses NASCAR. Il sera champion de la série NASCAR North en 1981 et 1982 et totalisera 23 victoires en 140 départs dans cette série entre 1979 et 1985. Il se joindra ensuite à la NASCAR Busch North (aujourd’hui connue sous le nom NASCAR K&N Pro Series East) où il remportera le championnat en 1992 et 1993 et cumulera 8 victoires en 147 départs entre 1987 et 1995. Il se retirera de la compétition à la conclusion de la saison 1995.
Vainqueur du Oxford 250 au Oxford Plains Speedway en 1988. Quatre fois champion du Oxford Open Championship de 1981 à 1984.
Intronisé au New England Auto Racers Hall of Fame en 2002.